# 程儀洛
程儀洛（1841年—？），浙江山陰縣（今浙江省紹興市）人，清朝政治人物、進士出身。
光緒二年，鄉試中舉；光緒三年，登進士，改吏部學習主事。光緒十八年，任江南記名道，后升任兩淮鹽運使。光緒二十八年，任廣東按察使。光緒三十一年，任山西按察使。光緒三十二年，幫辦各省土藥統稅事宜。